# Густав Лехнер
Густав Лехнер (хорв. Gustav Lechner, 17 лютого 1913, Осієк — 5 лютого 1987, Загреб) — хорватський футболіст, що грав на позиції півзахисника. По завершенні ігрової кар'єри — тренер.
Виступав, зокрема, за клуби БСК (Белград), «Граджянскі» (Загреб) та «Осієк», а також національні збірні Югославії і Хорватії.
Дворазовий чемпіон Югославії. Чемпіон Югославії (як тренер).

## Клубна кар'єра
У дорослому футболі дебютував 1930 року виступами за команду клубу «Славія» (Осієк), в якій провів п'ять сезонів.
Своєю грою за цю команду привернув увагу представників тренерського штабу клубу БСК, до складу якого приєднався 1935 року. Відіграв за белградську команду наступні шість сезонів своєї ігрової кар'єри. За цей час двічі виборював титул чемпіона Югославії.
1941 року уклав контракт з клубом «Граджянскі» (Загреб), у складі якого провів наступні три роки своєї кар'єри гравця.
1947 року перейшов до клубу «Осієк», за який відіграв 2 сезони. Завершив професійну кар'єру футболіста виступами за команду «Осієк» у 1949 році.

## Виступи за збірні
1931 року дебютував в офіційних матчах у складі національної збірної Югославії. Протягом кар'єри у національній команді, яка тривала 10 років, провів у її формі 44 матчі.

## Кар'єра тренера
Розпочав тренерську кар'єру, очоливши тренерський штаб клубу «Металац» (Осієк).
1954 року став головним тренером команди «Воєводина», тренував команду з Нового Сада три роки.
Згодом протягом 1957—1958 років очолював тренерський штаб клубу «Динамо» (Загреб).
Протягом тренерської кар'єри також очолював команди клубів «Вележ», «Загреб», «Динамо» (Панчево) і знову «Металац» (Осієк).
Помер 5 лютого 1987 року на 74-му році життя у місті Загреб.

## Титули і досягнення

### Як гравця
- Чемпіон Югославії (2):

БСК: 1936, 1939

### Як тренера
- Чемпіон Югославії (1):

«Динамо» (Загреб): 1958